# Don't Stop Me Now
«Don't Stop Me Now» (en español «no me detengas ahora») es una canción de la banda de rock británica Queen, lanzada como sencillo del álbum Jazz en 1978. Es la canción número doce del álbum.
La canción se basa en el piano tocado por Freddie Mercury, mientras entraban a hacer acompañamiento Roger Taylor y John Deacon con la batería y el bajo respectivamente.
Si bien la canción alcanzó el puesto n.º 9 en las listas británicas, superando a "Bicycle Race"/"Fat Bottomed Girls", solo alcanzó el puesto n.º 86 en Estados Unidos.
En el 2005 fue elegida por los espectadores del programa de televisión de la BBC Top Gear como "la mejor canción para conducir de la historia".

## Créditos
- Freddie Mercury: voz principal, piano y coros
- Brian May: guitarra eléctrica y coros
- Roger Taylor: batería y coros
- John Deacon: bajo

## Vídeo musical
El videoclip de la canción fue dirigido por J. Kliebenstein y grabado en el Forest National de Bruselas, Bélgica, el 26 de enero de 1979.
Curiosamente, en el videoclip se puede ver a Brian May tocando la guitarra durante casi toda la canción, aunque debido a la construcción rítmica de la misma, éste instrumento no se escuche hasta su intervención con el solo de guitarra.

## En directo
Considerada, en el momento de su lanzamiento, como una canción "menor" dentro del canon de Queen, solo se interpretó en directo en 1979, en la gira Jazz Tour y con un última actuación en la gira Crazy Tour. En la versión de estudio, Brian May únicamente toca la guitarra durante el "solo", pero en las interpretaciones en directo, durante los tours Jazz y Crazy, May tocaría también durante el resto de la canción. Una versión en directo fue incluida en el álbum Live Killers (1979).

## Posicionamiento
| Gráficas (1979)                       | Pico de posición |
| ------------------------------------- | ---------------- |
| Bélgica (Flandes) (Ultratop 50)       | 23               |
| Alemania (Offizielle Deutsche Charts) | 35               |
| Irlanda (IRMA)                        | 10               |
| Países Bajos (Dutch Top 40)           | 14               |
| Países Bajos (Mega Single Top 100)    | 16               |
| Reino Unido (UK Singles Chart)        | 9                |
| Estados Unidos (Billboard Hot 100)    | 86               |

## Ventas y certificaciones
| País              | Certificación |
| ----------------- | ------------- |
| Italia (FIMI)     | Oro           |
| Reino Unido (BPI) | Platino       |
| Estados Unidos    | Platino       |

## Otros medios
La canción ha sido utilizada en numerosos anuncios publicitarios; VH1, Opel, ENTEL, Pepsi o Telefónica son algunos ejemplos.
También fue utilizada en diferentes películas y series, tales como Shaun of the Dead (2004),  Amigos... (2011), ¡Shazam! (2019) y Sonic, la película (2020).
En 2011 fue la canción elegida por Google para su logo (o doodle) especial creado en homenaje al que hubiera sido el 65 cumpleaños de Freddie Mercury.
Darren Criss, interpretando a Blaine Anderson realizó una versión de la canción en la serie Glee, para el episodio Diva. 
En 2016 fue utilizada en el tráiler de lanzamiento de Plants vs. Zombies: Garden Warfare 2.
También es usada como canción del Just Dance 2017.
Aparece en el segundo episodio de la primera temporada de la serie de Netflix, Umbrella Academy.
Luego se utilizó en el tráiler de lanzamiento del videojuego Sonic Frontiers (2022).

## Versiones
La banda británica McFly hizo una versión, lanzada el 17 de julio de 2006, y llegó al número 1 en las listas británicas, en el álbum Motion in the Ocean. Desde su publicación en 2006, ha sido una canción recurrente en las presentaciones de la banda. En una de ellas, además, contaron cómo invitado a Brian May, guitarrista de Queen.
En junio de 2011, cómo parte del 40 aniversario de Queen fue incluida una versión titulada “With Long-Lost Guitars” y fue incluida en el EP de la remasterización de Jazz.
Una versión alternativa de la canción con un arreglo más duro e impulsado con la guitarra, apareció en la banda sonora Bohemian Rhapsody: The Original Soundtrack lanzada en 2018, publicada como  "Don't Stop Me Now... Revisited".